# 973 Aralia
973 Aralia è un asteroide della fascia principale del diametro medio di circa 51,6 km. Scoperto nel 1922, presenta un'orbita caratterizzata da un semiasse maggiore pari a 3,2142852 UA e da un'eccentricità di 0,1095480, inclinata di 15,81022° rispetto all'eclittica.
Il suo nome fa riferimento al genere Aralia, che comprende piante spesso usate a scopo ornamentale.